# Sayed Naeinian
Sayed Shahab Naeinian (ur. 23 stycznia 1983) – australijski zapaśnik walczący w obu stylach. Zajął 31. miejsce na mistrzostwach świata w 2006. Zdobył trzy medale mistrzostw Oceanii w latach 2006 - 2007.